# Mezquita de Al-Khulafa
La mezquita de Al-Khulafa (en árabe: جامع الخلفاء, romanizado: Masjid Al Khulafa) es una histórica mezquita islámica suní situada en Bagdad, Irak.

## Historia
La mezquita data del califato abasí y fue encargada por el decimoséptimo califa abasí, Al-Muktafi (r. 902-908), como mezquita del viernes para el extenso complejo palaciego erigido por él y su padre, Al Mutádid. Por ello, la mezquita suele llamarse también mezquita Al-Qasr (árabe: جامع القصر), que significa literalmente «mezquita del palacio» en árabe. Más tarde la mezquita fue apodada como Mezquita del Califa, lo que le dio el nombre actual de Al-Khulafa. La mezquita es uno de los hitos históricos de la ciudad de Bagdad. La mezquita se menciona en el registro de viajes de Ibn Battuta cuando visitó Bagdad en 1327.

## Arquitectura
La parte más notable de la mezquita es su minarete de 34 metros, que todavía se conserva en su forma original y que data de la época abasí. El alminar es la única parte que queda de la construcción original. Está situado en la esquina sureste del sahn y construido en ladrillo y mortero. El alminar y sus cimientos están decorados con mocárabes, y el marco del alminar está grabado con inscripciones cúficas y patrones geométricos islámicos. Fue reformado en 1960, existe la preocupación de que se derrumbe debido a la falta de mantenimiento, supuestamente derivada de la división sectaria entre la mezquita de orientación suní y el gobierno de mayoría chií.